# اندیس منیزیت کریم آباد
منیزیت کریم آباد یک اندیس فلزی است که در  استان سیستان و بلوچستان قرار دارد و مادهٔ معدنی موجود در آن، منیزیت است.سنگ میزبان این اندیس اولترامافیک-پریدوتیت آلتره است و دیرینگی آن به دوران کرتاسه بالایی می‌رسد.